# Джон Кірбі
Джон Кірбі (англ. John Kirby) — контрадмірал Військово-морських сил США, координатор зі стратегічних комунікацій Ради національної безпеки США з травня 2022 року. Прессекретар Пентагону (2021—2022). Офіційний представник Державного департаменту США (2015—2017).

## Біографія
Дитинство пройшло у місті Сент-Пітерсберг (Флорида). У 1985 здобув ступінь бакалавра історії у Південно-Флоридському університеті. Магістр природничих наук у галузі міжнародних відносин (Університет Трої), а також згодом ступінь магістра мистецтв у галузі національної безпеки та стратегічних досліджень у Військово-морському коледжі.
Морську службу проходив на фрегаті «Обрі Фітч», на авіаносці «Форрестол» і, як представник командування 2-м флотом, на флагмані «Маунт Вітні».
Згодом обіймав посаду начальника інформаційного центру ВМС США (CHINFO).
У грудні 2013 року міністр оборони Чак Гейгель призначив Кірбі прессекретарем Пентагону.
У травні 2014 року Кірбі отримав звання контрадмірала.
14 січня 2021 року президент Джо Байден запросив Кірбі знову обійняти посаду прессекретаря Пентагону. Перебував на ній із січня 2021 до травня 2022 року. 20 травня 2022 року Байден повідомив, що Кірбі обійме посаду координатора зі стратегічних комунікацій Ради національної безпеки США.

## Особисте життя
Кірбі та його дружина Донна, також ветеран ВМС, мають двох дорослих дітей. Донька Міган нещодавно народила першого онука Кірбі. Син Колін — кандидат в офіцери військово-морського флоту штату Північна Кароліна.

## Нагороди
- Орден «Легіон пошани»
- Медаль похвальної служби (4 рази)
- Медаль «За відмінну службу»
- Медаль «За видатну службу»
- Медаль «За успіхи» ВМС та Корпусу морської піхоти
- Похвальна медаль Військово-морського флоту (4 рази)
- Похвальна медаль Об'єднаного командування